# Archim
Archim (fost Combinatul chimic Arad) a fost un combinat chimic din Arad, România, situat în apropierea localității Vladimirescu. A fost inaugurat în 1977 când a fost deschisă secția de îngrășăminte complexe. În 1985 au fost inaugurate fabrica de amoniac (cu o capacitate de 900 tone/zi) și fabrica de uree (cu capacitate de 1.300 tone/zi). La 1 noiembrie 1990 s-a luat decizia închiderii combinatului pentru salvarea Azomureș iar 2.000 de oameni au rămas șomeri. În 1996 combinatul, purtând numele de Archim și aflat în proprietatea FPS și FPP, a intrat în lichidare. La 10 decembrie 1999 combinatul a fost cumpărat de compania Siatra Prod cu suma de 47 miliarde lei vechi (4.700.000 lei noi). Conform actului de vânzare-cumpărare, Siatra devenea proprietara tuturor unităților de producție din cadrul Archim dar și al terenurilor. În cele din urmă, cea mai mare parte din clădirile combinatului au fost demolate iar tot ce era metal s-a vândut la fier vechi.